# Zosterops kulambangrae
Zosterops kulambangrae е вид птица от семейство Zosteropidae.

## Разпространение
Видът е разпространен в Соломоновите острови.